# Euptera crowleyi
Euptera crowleyi is een vlinder van de familie van de Nymphalidae, van de onderfamilie van de Limenitidinae. De wetenschappelijke naam van de soort is voor het eerst voorgesteld door William Forsell Kirby in een publicatie uit 1889.

## Verspreiding en leefgebied
Deze zeldzame vlinder komt voor in de bossen van Ivoorkust, Ghana, Togo, Nigeria, Kameroen, Gabon, Centraal-Afrikaanse Republiek, Congo-Kinshasa. Deze soort wordt ook vaak aangetroffen bij rivieren en moerassen.

## Waardplanten
De rups leeft op soorten van de Sapotaceae waaronder Englerophytum oubanguiense (Aubrév. & Pellegr.) Aubrév. & Pellegr. en Synsepalum brevipes (Baker) T.D.Penn..

## Ondersoorten
- Euptera crowleyi crowleyi (Kirby, 1889) (Ivoorkust, Ghana, Togo, Nigeria, Kameroen)
  - = Euptera sirene Staudinger, 1891
  - = Euptera innupta St Leger, 1969
- Euptera crowleyi centralis Libert, 1995 (Kameroen, Gabon, Centraal-Afrikaanse Republiek, Congo-Kinshasa)